# Athletes Unlimited Volleyball
Athletes Unlimited Volleyball är en professionell volleybollserie för damer i USA. Serien spelas årligen sedan 2021. Den använder, som övriga Athletes Unlimited-serier, ett format som skiljer sig från normalt seriespel i lagsporter. Istället för att ha fasta lag så sätts lagen samman för varje helg av lagkapten och ett draft-system. Lagkaptenen utses baserat på tidigare prestationer. Även matchformatet skiljer sig mot det gängse. Matcher spelas alltid i tre set. Förutom att spelarna får poäng för att vinna set och matcher får de även poäng för individuella prestationer (pluspoäng för framgångsrika prestationer, i vissa fall minuspoäng för misstag) och om de utses till mest värdefulla spelare.

## Resultat
| År                   | Podium              | Podium              | Podium            |
| Mästare              | Tvåa                | Trea                |                   |
| -------------------- | ------------------- | ------------------- | ----------------- |
| 2021 mer information | Jordan Larson       | Bethania de la Cruz | Brie O'Reilly     |
| 2022 mer information | Bethania de la Cruz | Natalia Valentín    | Danielle Barton   |
| 2023 mer information | Leah Edmond         | Alli Stumler        | Brooke Nuneviller |